# 切爾沃諾西爾卡 (科羅斯堅區)
51°35′2″N 28°17′32″E / 51.58389°N 28.29222°E
切爾沃諾西爾卡（烏克蘭語：Червоносілка），是烏克蘭北部的村莊，隸屬日托米爾州的科羅斯滕區。該村面積0.28平方公里，海拔高度157米，2001年人口22，人口密度每平方公里77.46人。